# James James
James James, född 4 november 1833, död 11 januari 1902, var en walesisk kompositör.
James kom från Pontypridd i Wales. Han komponerade melodin till Wales nationalsång Hen Wlad Fy Nhadau ("Mina fäders gamla land") medan hans far Evan James skrev texten.

## Sånger
- Om min Frälsares kärlek jag hört (nr 364 i Frälsningsarméns sångbok 1990)